# Mike Fontaine
Mike Fontaine ist ein Maskenbildner, wohnhaft in New York City.

## Leben
Fontaine begann seine Karriere 2011 mit der Fernsehserie Star Trek: New Voyages. In dieser Zeit wurde er auch von dem vielfach preisgekrönten Maskenbildner Dick Smith ausgebildet. Bereits im Jahr 2012 wurde er bei den Emmys für Bestes Make-up für die Mitarbeit an der Fernsehserie Boardwalk Empire nominiert. Seitdem arbeitet er regelmäßig mit Mike Marino und dessen Studio Prosthetic Renaissance zusammen. Dabei wurde Fontaine im Jahr 2023 auch für den Oscar in der Kategorie bestes Make-up und beste Frisuren für den Film The Batman nominiert.

## Filmografie (Auswahl)
- 2011: Star Trek: New Voyages
- 2011: Boardwalk Empire
- 2012: Men in Black 3
- 2012: Der Diktator
- 2012: The Place Beyond the Pines
- 2014: Motel Room 13
- 2014: Lost River
- 2014: Erlöse uns von dem Bösen
- 2014: Nachts im Museum: Das geheimnisvolle Grabmal
- 2015: Focus
- 2015: Green Room
- 2016: Liebe zwischen den Meeren
- 2018: Piercing
- 2018: Gringo
- 2018: Gongjak
- 2018: Gotti
- 2018: Wolfsnächte
- 2019: True Detective
- 2019: The Dead Don’t Die
- 2019: Joker
- 2019: Der Distelfink
- 2021: Der Prinz aus Zamunda 2
- 2021: Separation
- 2022: The Batman

## Auszeichnungen (Auswahl)
- 2012: Emmy-Nominierung in der Kategorie outstanding Prosthetic Makeup for a Series, Miniseries, Movie or a Special für Boardwalk Empire
- 2023: Oscar-Nominierung in der Kategorie bestes Make-up und beste Frisuren für The Batman